# Raúl Rossi
Raúl Rossi (Buenos Aires, 25 de junio de 1925 - Buenos Aires, 21 de octubre de 1993) fue un actor argentino.

## Biografía
Durante la década de 1960 protagonizó una exitosa comedia en Radio El Mundo junto a María Concepción César y también participó en la versión televisiva de La Revista Dislocada. 
En su juventud utilizó el seudónimo Raúl Rattou.
No se casó ni tuvo hijos.
Era tío materno del actor argentino Cacho Espíndola (Oscar Alberto Espíndola Rossi, nacido en 1940 en Buenos Aires y fallecido el 21 de agosto de 2004).
En los años cincuenta trabajó en el programa de radio La Revista Dislocada, de Délfor Dicásolo (1920–2013).
Rossi dirigió a María Rosa Gallo y gran elenco en dos obras de teatro televisadas:
- 1957: La Fierecilla Domada (de William Shakespeare), por Canal 7 de Buenos Aires.
- El Vals (de Neville), también por Canal 7.

En 1969 protagonizó la obra de teatro El violinista en el tejado con Paulina Singerman, en el teatro Astral, con producción de Alejandro Romay.

«En el caso de Raúl [Rossi], fuimos compañeros en muchas aventuras en televisión. Me quedó muy grabada una oportunidad en que hacíamos de dos hermanos en El ojo de Dios, una historia de Caín y Abel, donde trabajamos con Milagros de la Vega. Después hicimos, al principio de la televisión, en los años cincuenta, algo que alcanzó notoriedad posteriormente a través de buenísimos actores: Osvaldo Miranda/Ernesto Bianco y Ricardo Darín/Luis Brandoni, en Mi cuñado, que en mi época se llamaba Con el pie izquierdo (de Miguel de Calasanz), que hacíamos con María Esther Gamas. Yo era el cuñado y sólo tenía 22 años. Después hicimos Esperando la Carroza. Raúl también fue un muy buen compañero y era un actor dotado. Tenía un físico de volumen y una voz de gran profundidad, muy bien aprovechados. Es una pena que se haya muerto muy joven.»
Pepe Soriano

En 1981 obtuvo el Premio Konex - Diploma al Mérito y el Konex de Platino en la disciplina Actor de Comedia de Radio y TV.

## Filmografía
- 1938: Maestro Levita ...Niño
- 1949: Imitaciones peligrosas
- 1956: Marta Ferrari
- 1958: Un centavo de mujer
- 1959: Gringalet
- 1960: Todo el año es Navidad
- 1961: El centroforward murió al amanecer
  - That Forward Center Dies at Dawn
- 1964: Disloque en Mar del Plata
- 1965: Disloque en el presidio (ingeniero Bartolo Bertolotti)
- 1966: Voy a hablar de la esperanza
- 1967: Villa Cariño
  - Bosque alojamiento
- 1969: Somos novios
  - Corazón contento (nombre alternativo informal, más conocido)
- 1970: Los muchachos de mi barrio ...Luigi Bertonni
- 1971: Aquellos años locos
  - Those Crazy Years
- 1973: Me gusta esa chica
- 1978: Amigos para la aventura
- 1979: Las locuras del profesor ...Director de la escuela
- 1980: Locos por la música
- 1982: La magia de Los Parchís ...Gundín
- 1982: Las aventuras de los Parchís
  - La gran aventura de los Parchís
- 1987: El hombre de la deuda externa

## Televisión
- 1953: Cómo te quiero, Ana (serie)
- 1957: Todo el año es navidad (canal 7)
- 1961: Cuando los años son pocos (TV)
- 1966: ¿Cuánto da Usted por el Conde? (TV)
- 1971: Blas (serie)
- 1971: «El Gorro de Cascabeles», episodio de la serie Alta Comedia.
- 1972: Me llaman Gorrión (serie), con Beatriz Taibo (episodios desconocidos)
- 1974: «Esperando la Carroza» (de Jacobo Langsner), episodio de la serie Alta Comedia por Canal 9 (con China Zorrilla, Raúl Rossi, Pepe Soriano, Dora Baret, Alberto Argibay, Alicia Berdaxagar, Lita Soriano, Marta Gam, y Hedy Crilla como Mamá Cora).
- 1975: Piel Naranja (telenovela, con Marilina Ross y Arnaldo André): Joaquín
- 1975: Todo el año es navidad (serie) (Canal 7 )
- 1978: Juana Rebelde (serie)
- 1983 Plaza Sésamo (serie) México.
- 1979: Chau, Amor Mío (serie), tío Cholo.
- 1984: Tal como somos (serie).
- 1989: La Extraña Dama (serie), monseñor Capetto
- 1991: Regalo del Cielo (serie): Gaspar

## Teatro
- 1963: El miedo es masculino, junto a Elcira Olivera Garcés y Juan Carlos Barbieri.
- 1978: Santiago Chile; Teatro Casino Las Vegas (Hoy Teatro Teleton) Director del "Violinista en el Tejado" junto a Marco Zukers, Gladiz del Rio

## Premios
- 1981: Premio Kónex de Platino, por mejor actor de comedia en radio y televisión.
- 1981: Diploma al Mérito de la fundación Kónex, por mejor actor de comedia en radio y televisión.